# HMS Venerable (1808)
HMS Venerable (Корабль Его Величества «Венерэйбл») — 74-пушечный линейный корабль
третьего ранга. Второй корабль Королевского флота, названный HMS Venerable. Восьмой линейный корабль типа Repulse. Относился к так называемым «обычным 74-пушечным кораблям», нёс на верхней орудийной палубе 18-фунтовые пушки. Заложен в декабре 1805 года. Спущен на воду 12 апреля 1808 года на частной верфи Питчера в 
Нортфлите. Принял участие во многих морских сражениях периода Наполеоновских войн.

## Служба
В июле 1809 года Venerable принял участие во второй Голландской экспедиции, целью которой 
было уничтожение верфей и арсеналов в Антверпене, Тернезене и Флиссингене. 13 августа корабль принял участие в 
бомбардировке Флиссингена. Военно-морская бомбардировка была частью гораздо более крупной 
операции; британский сухопутный корпус состоял из 30000 солдат, целью которых было оказать помощь австрийцам, вторгшись в 
Голландию и уничтожив французский флот базировавшийся в гавани Флиссингена. Экспедиция закончилась неудачно, 
вследствие разразившейся эпидемии англичане к 9 декабря вынуждены были очистить Валхерен.
Вечером 19 сентября 1810 года Venerable обнаружил французский капер Alexandre. Вскоре он был захвачен после короткой погони, к которой присоединился HMS Zenobia. На капере было установлено только 4 пушки, хотя он был рассчитан на 16. 13 декабря 1810 года Venerable совместно с наемным куттером Nimrod захватил французское судно Goede Trouw.
В июне-августе 1812 года Venerable, в качестве флагмана коммодора Риггса Пофама принял участие в операциях на северном 
побережье Испании по изгнанию оттуда французов. В середине июня эскадра прибыла к Ла-Корунье, а оттуда двинулась к городку Легуэрто, в котором находился французский гарнизон. Обстрел защищавшего город форта с моря не принес результатов, и тогда было приняло решение высадить десант. 20 июня на берег была выгружена 36-фунтовая пушка, которая была поднята на холм, после чего начался обстрел форта. На следующий день Пофам хотел отправить на берег еще несколько 24-фунтовых орудий, ко французский комендант капитулировал.
Эскадра впоследствии продолжила плавание вдоль испанского побережья к западу, и разрушила батареи в Бермео, Пленсии, Алгорте, 
Эль-Кампильо-лас Куэрас. 6 июля Venerable прибыли к Кастро; 7 июля французы были изгнаны из города огнём эскадры. Утром 8 
июля десантная партии высадилась на берег и завладела фортом Кастро. 10 июля эскадра прибыла к Пуэрта Галлетта, где приняла 
участие в нападении на него совместно с испанскими войсками под командованием генерала Лонга. Но враг оказался сильнее, чем 
ожидали испанцы и атака была отменена. 30 июля и 1 августа отрядом морских пехотинцев под командованием капитана Уиллоуби и 
партизанами под командованием генерала Порлиера было совершено нападение на город Сантандер и замок Ано. Замок был захвачен 
отрядом морской пехоты, но гарнизон Сантандера смог отбить атаку. Однако 3 августа французы оставили город, и он был занят 
британскими войсками.
31 декабря 1813 года Venerable, под командованием капитана Джеймса Эндрю Ворфа, захватил французский каперский бриг Jason, который впоследствии был принял в состав флота как HMS Jason. Бриг с водоизмещением в 264 тонны, имел 22 орудийных порта, но на нем было лишь 14 пушек, 12 из которых были выброшены за борт в попытке уйти от погони. Он вышел из Бордо пятью днями ранее и плыл в Нью-Йорк с грузом шелка, вина, и других товаров. На его борту находились 64 человека, десять из которых были пассажирами. Бриг совершал свой первый рейс, был обшитым медью,  довольно быстроходным судном. Капитан Ворф взял его под охрану, намереваясь отвести его на Барбадос.
Venerable был флагманом контр-адмирала Дарема, когда 16 января 1814 года он, вместе с его призом Jason и 22-пушечным шлюпом Cyane, обнаружил два 44-пушечных французских фрегата, Alcmène и Iphigénie. Британцы начали преследовать фрегаты, и после погони, во время которой Cyane остался далеко позади, Venerable, после короткого боя, захватил Alcmène. Venerable потерял двух человек убитыми, еще четверо были ранены, в то время как французы потеряли 32 человека убитыми и 50 ранеными. Экипаж Alcmène состоял из 319 человек под командованием капитана Дакреста де Вильнева, который был ранен когда попытался взять линейный корабль на абордаж.
Jason и Cyane преследовали Iphigénie и попытались захватить фрегат, но были вынуждены отступить под огнём более мощного корабля. Cyane продолжал погоню на протяжении более трех дней, пока Venerable не смог вернуться к преследованию. 20 января 1814 года после 19 часовой погони Venerable захватил французский фрегат, хотя тот и выбросил свои якоря и спустил лодки за борт, чтобы попытаться увеличить скорость. У него был экипаж из 325 человек под командованием капитана Эмерье. Он, видимо, не оказал сопротивления, и сдался, как только британский корабль подошел достаточно близко. В 1847 году Адмиралтейство выпустило медаль с пряжкой «Венерэйбл 16 янв 1814», которой были награждены все выжившие участники этого сражения.
В 1816 году Venerable был выведен из состава флота и отправлен в резерв. Он находился в резерве до 1825 года, пока не было 
принято решение перевести корабль на рейдовую службу. Он оставался в строю до 1838 года, когда был отправлен на слом и 
разобран.